# Chropy
Chropy [pronunciación en polaco: /ˈxrɔpɨ/] es un pueblo del municipio (gmina) de Poddębice, situado en el distrito de Poddębice, voivodato de Lodz, Polonia. De acuerdo con el censo de 2021, tiene una población de 259 habitantes.